# Libra (roman)
Libra (titre original : Libra) est un roman de l'écrivain américain Don DeLillo, publié en 1988, qui décrit la vie de Lee Harvey Oswald et sa participation au complot visant à assassiner le président John F. Kennedy.
Le roman combine faits historiques avérés et spéculations fictives.
Libra a été salué par la critique et a valu à DeLillo le premier Irish Times International Fiction Prize, ainsi qu'une nomination pour le National Book Award for Fiction en 1988.

## Résumé
Le roman suit deux chaînes narratives liées mais distinctes : d'un côté, des épisodes de la vie de Lee Oswald, depuis son enfance jusqu'à l'assassinat et sa mort, de l'autre, les actions d'autres participants à la conspiration. 
Un second récit parallèle suit, en 1998, Nicholas Branch, un archiviste de la CIA, à qui l'on a confié la tâche monumentale et impossible de reconstituer les fragments disparates du complot contre Kennedy. 
Oswald est présenté comme un antihéros inadapté, dont les opinions politiques ouvertement communistes lui posent des problèmes d'intégration dans la société américaine. Élevé par une mère célibataire dans le Bronx, Oswald s'engage dans l'armée dans les années 1950 et est stationné à la base aéronavale d'Atsugi au Japon, où il amuse ses camarades Marines avec son idéologie de gauche. À la fin de son service, Oswald passe en Union soviétique et est interrogé par le KGB sur les avions de reconnaissance U-2 qu'il a observés à Atsugi, bien qu'il ne soit pas en mesure de fournir beaucoup d'informations utiles. Après une tentative de suicide, Oswald est transféré à Minsk, où il travaille dans une usine et rencontre une jeune femme, Marina, qu'il épouse. Au début des années 1960, Oswald et Marina s'installent au Texas. 
Parallèlement, un groupe d'agents de la CIA, désabusés par le fait que Kennedy n'ait pas soutenu comme il aurait fallu l'invasion de la Baie des Cochons, met au point un complot visant à organiser une tentative d'assassinat contre lui et à en rejeter la responsabilité sur le gouvernement cubain. Les principaux conspirateurs de la CIA sont Win Everett, Lawrence Parmenter et TJ Mackey. La conspiration s'étend à plusieurs factions largement indépendantes, dont des figures du crime organisé à la Nouvelle-Orléans et un contingent d'exilés cubains à Miami. Bien qu'ils aient d'abord prévu de manquer intentionnellement le président, il est décidé à un moment donné que le tireur doit viser pour tuer. 
Après son retour d'Union soviétique, Oswald attire l'attention des conspirateurs, qui se rendent compte que ses antécédents de soutien public au communisme font de lui le bouc émissaire idéal. Ils prennent contact avec lui et le guident sur la voie de l'assassinat. Oswald rencontre également à Dallas un camarade militaire devenu nationaliste, et les deux hommes tentent d'assassiner le général d'extrême droite Edwin Walker dans son salon. 
Le 22 novembre 1963, alors que le cortège du président Kennedy traverse Dealey Plaza, dans le centre de Dallas, Oswald tire sur lui depuis le Texas School Book Depository, tandis qu'un petit groupe d'exilés cubains fait feu depuis la butte herbeuse. Oswald peut s'échapper de la scène du crime car, en tant qu'employé du dépôt, la police ne l'identifie pas comme suspect. Plus tard dans l'après-midi, il tire sur un policier de Dallas qui l'arrête pour comportement suspect. Oswald se rend dans un cinéma où les conspirateurs de la CIA avaient prévu de le faire tuer, mais avant qu'il ne soit abattu, il est appréhendé par la police de Dallas. Quelques jours plus tard, Oswald est assassiné en garde à vue par Jack Ruby, un propriétaire de boîte de nuit ayant des relations avec la pègre et qui a été manipulé par les conspirateurs pour qu'il tue Oswald. 
À la fin du roman, Oswald est enterré sous un faux nom dans une tombe de Fort Worth, au cours d'une petite cérémonie à laquelle assistent les membres de sa famille proche.